# Convolvuloideae
Sous-famille
Synonymes
- Evolvulaceae Berchtold & J. Presl[1]
- Poranaceae J. Agardh[1]

La sous-famille des Convolvuloideae est une sous-famille de plantes de la famille des Convolvulaceae.

## Liste des genres
Selon BioLib (8 janvier 2019) :
- Aniseia Choisy
- Argyreia Lour.
- Astripomoea A. Meeuse
- Blinkworthia Choisy
- Bonamia Thouars
- Calycobolus Willd. ex Schult.
- Calystegia R. Br.
- Cladostigma Radlk.
- Convolvulus L.
- Cressa L.
- Decalobanthus Ooststr.
- Dicranostyles Benth.
- Dipteropeltis Hallier f.
- Evolvulus L.
- Hewittia Wight & Arn.
- Hildebrandtia Vatke
- Hyalocystis Hallier f.
- Ipomoea L.
- Iseia O'Donell
- Itzaea Standl. & Steyerm.
- Jacquemontia Choisy
- Lepistemon Blume
- Lepistemonopsis Dammer
- Lysiostyles Benth.
- Maripa Aubl.
- Merremia Dennst. ex Endl.
- Neuropeltis Wall.
- Neuropeltopsis Ooststr.
- Odonellia K.R. Robertson
- Operculina Silva Manso
- Paralepistemon Lejoly & Lisowski
- Pentacrostigma K. Afzel.
- Pharbitis Choisy
- Polymeria R. Br.
- Rapona Baill.
- Remirema Kerr
- Rivea Choisy
- Sabaudiella Chiov.
- Saccia Naudin
- Seddera Hochst.
- Stictocardia Hallier f.
- Stylisma Raf.
- Tetralocularia O'Donell
- Turbina Raf.
- Wilsonia R. Br.
- Xenostegia D.F. Austin & Staples